# Ведьма (фильм, 1958)
«Ведьма» — советский короткометражный художественный фильм режиссёра Александра Абрамова по его сценарию на основе одноимённого рассказа А. П. Чехова.

## Сюжет
В далёкой сторожке живут двое — грязный, обросший дьячок Савелий и его красавица-жена Раиса. Дьячок мучит свою жену нелепой ревностью. В метель в сторожку забредают сбившиеся с пути почтовые ямщики...

## В ролях
| Актёр            | Роль                              |
| ---------------- | --------------------------------- |
| Эраст Гарин      | дьячок Савелий Гыкин              |
| Алла Ларионова   | Раиса Ниловна Гыкина, жена дъячка |
| Николай Рыбников | почтальон                         |
| Николай Кузьмин  | ямщик Степан                      |

## Съёмочная группа
- Автор сценария и режиссёр — Александр Абрамов
- Оператор — Евгений Кирпичёв
- Художник — Семён Малкин
- Звукорежиссёр — Ирина Черняховская
- Редактор — Исаак Гликман

## Достижения
- Премия за лучший короткометражный фильм МКФ в Сан-Франциско—61
- Гран-при и особое упоминание за мужскую роль (Э. Гарин) Международного кинофестиваля в Каннах—61
- Специальный приз МКФ в Монте-Карло—61